# Goldsteintraining
Goldsteintraining is een trainingsmethodiek, ontwikkeld door Arnold Goldstein in de jaren zeventig

## Doel
Goldsteintraining is bedoeld om vaardigheden en sociale zelfredzaamheid van kansarme mensen, minder begaafde personen, of mensen met autisme, te stimuleren.

## Trainingen algemeen
Vaardigheden worden aangeleerd door model-leren, gedragsoefeningen, sociale bekrachtiging en generaliseren van verworven vaardigheden naar een andere dan de oorspronkelijke context.
De trainingen zijn in eerste instantie ontwikkeld voor de 'lower class', maar zijn geschikt voor alle doelgroepen. Ze bestaan uit vier bijeenkomsten en worden altijd in groepsverband gegeven.  
Er bestaan een aantal thema's (vaardigheden), zoals het uiten van boosheid, je mening geven en een praatje maken. Men werkt met een groep van gelijk niveau aan één thema, waarbij men moeilijkheden ervaart.

## De trainer en diens werkwijze
De trainer is directief, maar creëert ook een vertrouwelijke sfeer. Tijdens de bijeenkomsten wordt veel positieve bekrachtiging gebruikt, door het geven en laten geven van complimenten. Na iedere bijeenkomst wordt huiswerk opgegeven, zoals het oefenen van een nieuw geleerde gedraging. Hierover moet in de volgende bijeenkomst gerapporteerd worden. De trainer doet een sterk appel op de eigen verantwoordelijkheid van iedere deelnemer, zoals bij het uitvoeren van huiswerkopdrachten.